# 包氏宗祠 (肥东县)
包氏宗祠，是位于中国安徽省合肥市肥东县包公镇大包村的一个清代古建筑，1998年被安徽省人民政府公布为第四批安徽省文物保护单位。
包氏宗祠主祀当地包氏始祖、北宋官员包令仪，其子包拯亦出身于此地。始建年代未知，清朝光绪年间重建，建筑坐南朝北，占地面积1500平方米，两路八间，砖木结构硬山顶，院内18级台阶。祠内原有包拯塑像，后毁于文革，今新建有包拯坐像，祠内还有10卷包拯撰写的《奏议》。